# Mars 1950

## Évènements
- 3 mars : signature d’une série d’accords en faveur d’une autonomie accrue de la Sarre, occupée depuis 1947 par la France.

- 9 mars (Royaume-Uni) : exécution de Timothy Evans, condamné pour le meurtre de sa famille. Trois ans plus tard, il est réhabilité après les aveux d’un voisin. L’affaire débouche sur une proposition d’abolition de la peine de mort, repoussée en 1954.

- 11 mars : consultation populaire en Belgique (référendum consultatif), indiquant à une faible majorité (58 %), acquise seulement en Flandre (plus de 70 %), un appui de l'opinion à la reprise de ses prérogatives par le Roi des Belges Léopold III dont le rôle dans la Seconde Guerre mondiale était contesté.

- 12 mars : en Belgique, Consultation populaire, nom donné au référendum consultatif sur le retour du Roi Léopold III. Le oui l'emporta avec 57,68 % (74,3 % de oui en Flandre alors que le non l'emporte à Bruxelles (52 %) et en Wallonie (58 %)).

- 19 mars : appel de Stockholm[1] du Mouvement mondial des partisans de la paix pour l'interdiction absolue de l'arme atomique.

- 27 avril : création du « Club Méditerranée ».

- 28 avril : révocation de Frédéric Joliot-Curie du Commissariat à l'énergie atomique (CEA).

## Naissances
- 3 mars : 
  - Mohamed Ali Yousfi, écrivain et traducteur tunisien.
  - Tim Kazurinsky, acteur et scénariste américain.
- 4 mars : Ken Robinson, écrivain britannique  († 21 août 2020).
- 6 mars : Arthur Roche, cardinal catholique britannique de la Curie romaine
- 11 mars : Bobby McFerrin, chanteur et chef d'orchestre américain.
- 12 mars : Jon Provost, acteur américain.
- 18 mars : Brad Dourif, acteur américain.
- 19 mars : 
  - Steve Houben, saxophoniste de jazz belge.
  - Lydia Wevers, écrivaine et critique littéraire néo-zélandaise († 4 septembre 2021)
- 20 mars : William Hurt, acteur et producteur américain († 13 mars 2022).
- 24 mars : Mansour M'henni, universitaire et journaliste tunisien.
- 26 mars : Martin Short, acteur et réalisateur canado-américain.
- 27 mars : 
  - Tony Banks, auteur-compositeur et clavieriste Britannique.
  - Maria Ewing, cantatrice américaine († 9 janvier 2022).
- 29 mars : Mory Kanté, chanteur et musicien guinéen († 22 mai 2020).
- 30 mars : Robbie Coltrane, acteur britannique († 14 octobre 2022).
- 31 mars : Mohamed Fellag chanteur, humoriste et écrivain algérien.

## Décès
- 1er mars : Alfred Korzybski, scientifique pluridisciplinaire et expert du renseignement américain (° 1879).
- 6 mars : Albert Lebrun, ancien président de la République française (° 29 août 1871).
- 19 mars : Edgar Rice Burroughs, écrivain britannique de science-fiction (° 1875).
- 30 mars : Léon Blum, homme politique français (° 9 avril 1872).